# Kilou (Tikaré)
Pour les articles homonymes, voir Kilou.
Kilou est une localité située dans le département de Tikaré de la province du Bam dans la région Centre-Nord au Burkina Faso. 

## Géographie
Kilou est situé à 5 km au nord-est de Tikaré, le chef-lieu du département, et à environ 16 kilomètres à l'ouest de Kongoussi. Le village est traversé par la route nationale 15.

## Éducation et santé
Le centre de soins le plus proche de Kilou est le centre de santé et de promotion sociale (CSPS) de Tikaré tandis que le centre médical avec antenne chirurgicale (CMA) de la province se trouve à Kongoussi.
Kilou possède une école primaire publique.